# Callibrachion gaudryi
Il callibrachio (Callibrachion gaudryi) è un tetrapode estinto appartenente ai caseasauri. Visse nel Permiano inferiore (circa 299 - 297 milioni di anni fa) e i suoi resti fossili sono stati ritrovati in Francia.

## Descrizione
Questo animale è noto per uno scheletro incompleto che tuttavia permette di ricostruirne l'aspetto. Callibrachion doveva essere lungo circa un metro, con un corpo dalla struttura piuttosto massiccia e zampe possenti e forti. Le mani erano dotate di falangi robuste ma non espanse, e non era presente alcuna riduzione nel numero delle falangi. Le falangi ungueali erano grandi e ricurve. Il cranio era piccolo e dotato di denti sottili e conici; la mandibola era dritta e piuttosto snella. Le costole erano moderatamente ispessite, ed era forse presente un forame entepicondilare chiuso. L'ilio era dotato della tipica cresta dorsale alta dei caseidi. 

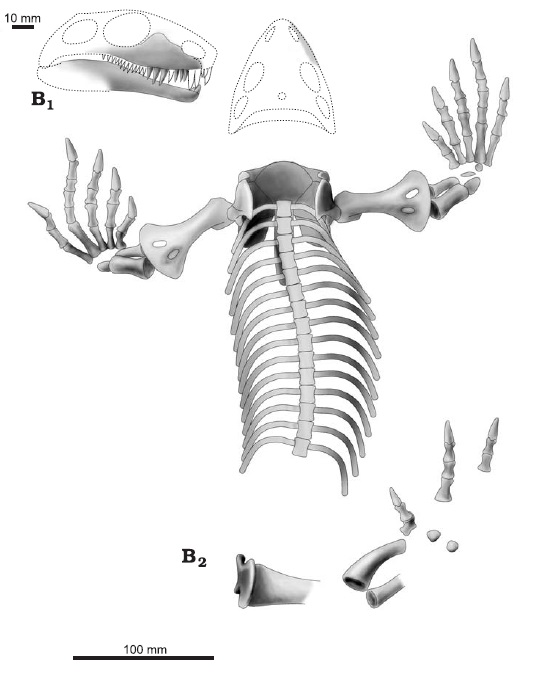
Ricostruzione del fossile di Callibrachion gaudryi

## Classificazione
Callibrachion gaudryi venne descritto per la prima volta nel 1893 da Boule e Glangeaud, sulla base di un fossile ritrovato nella zona di Autun in Francia, risalente al Permiano inferiore. Inizialmente questo animale venne visto come uno stretto parente dello sfenacodonte Palaeohatteria. Successivamente molti studiosi lo considerarono un sinonimo di Haptodus, un altro genere di sfenacodonti che per molto tempo venne usato come una sorta di "calderone" in cui porre tutti gli sfenacodonti basali del Carbonifero e del Permiano. Solo ulteriori studi determinarono che Callibrachion non solo era ben distinto dal genere Haptodus, ma non era nemmeno uno sfenacodonte. Era invece un rappresentante basale dei caseasauri, un gruppo di sinapsidi arcaici dalle specializzazioni insolite; Callibrachion era più basale rispetto ai caseidi veri e propri, come Casea e Cotylorhynchus, ed è possibile che fosse una forma ancestrale rispetto alle specie più derivate. 

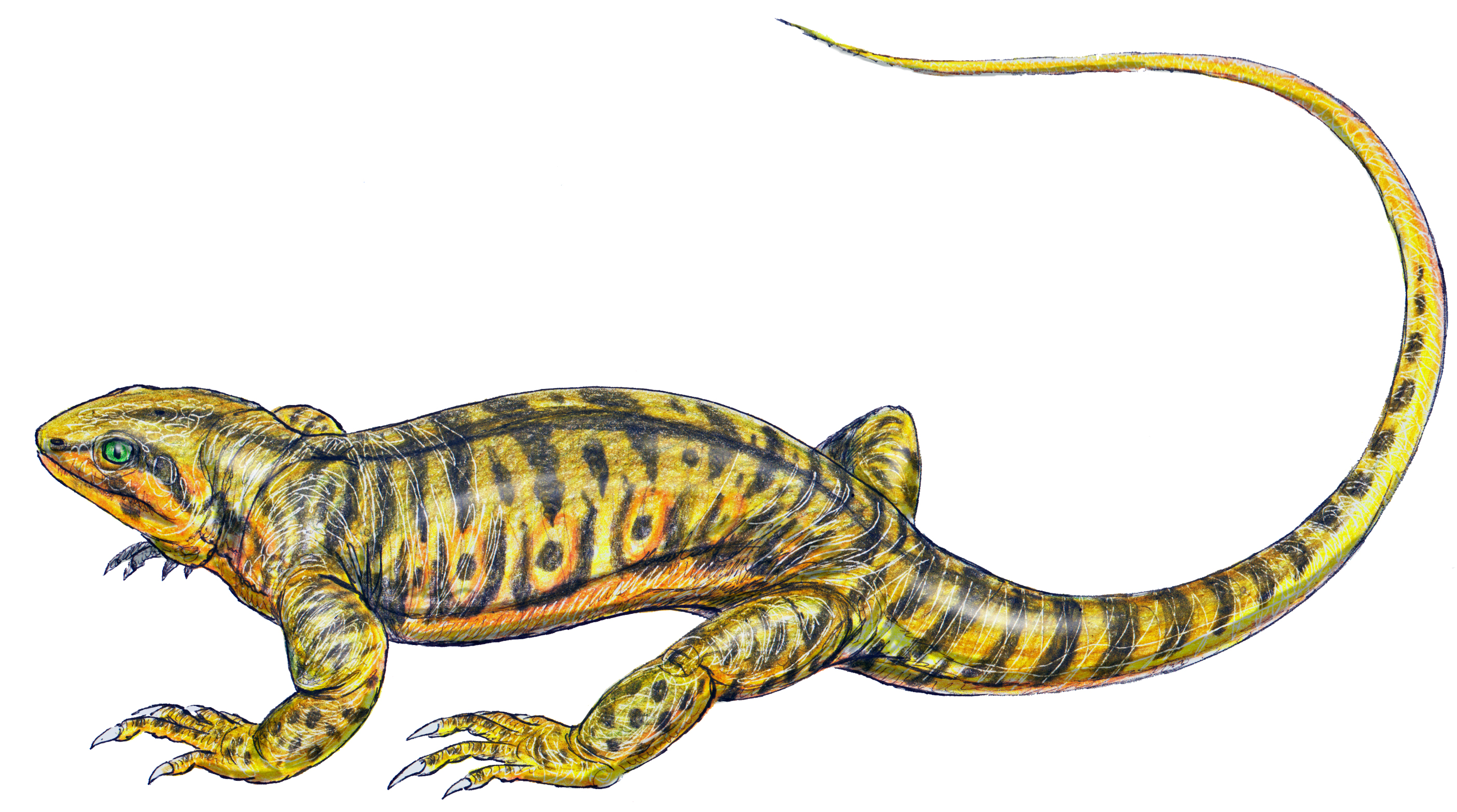
Ricostruzione ipotetica di Callibrachion gaudryi